# 儒勒·凡尔纳故居

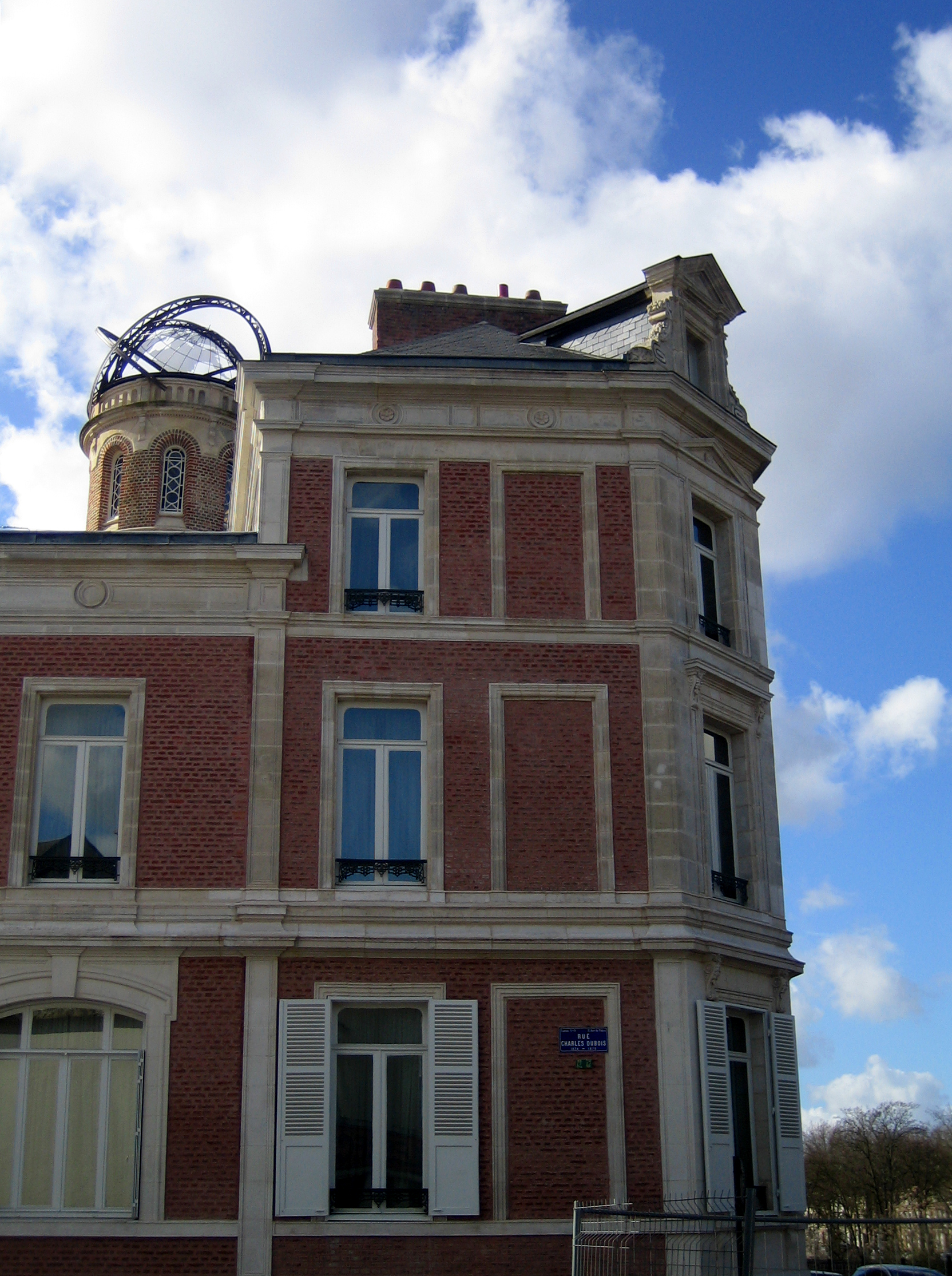

儒勒·凡尔纳故居（Maison de Jules Verne）位于法国北部城市亚眠的Charles-Dubois街2号，是儒勒·凡尔纳在1882-1900年的住所。现在辟为博物馆，展示作家的生活、公共活动和作品（超过30部小说）。1998年，儒勒·凡尔纳故居列为法国历史古迹。

## 历史
该建筑建于1845-1854年，红砖砌筑，门楣、飞檐和窗台使用白色石灰岩。

## 参考

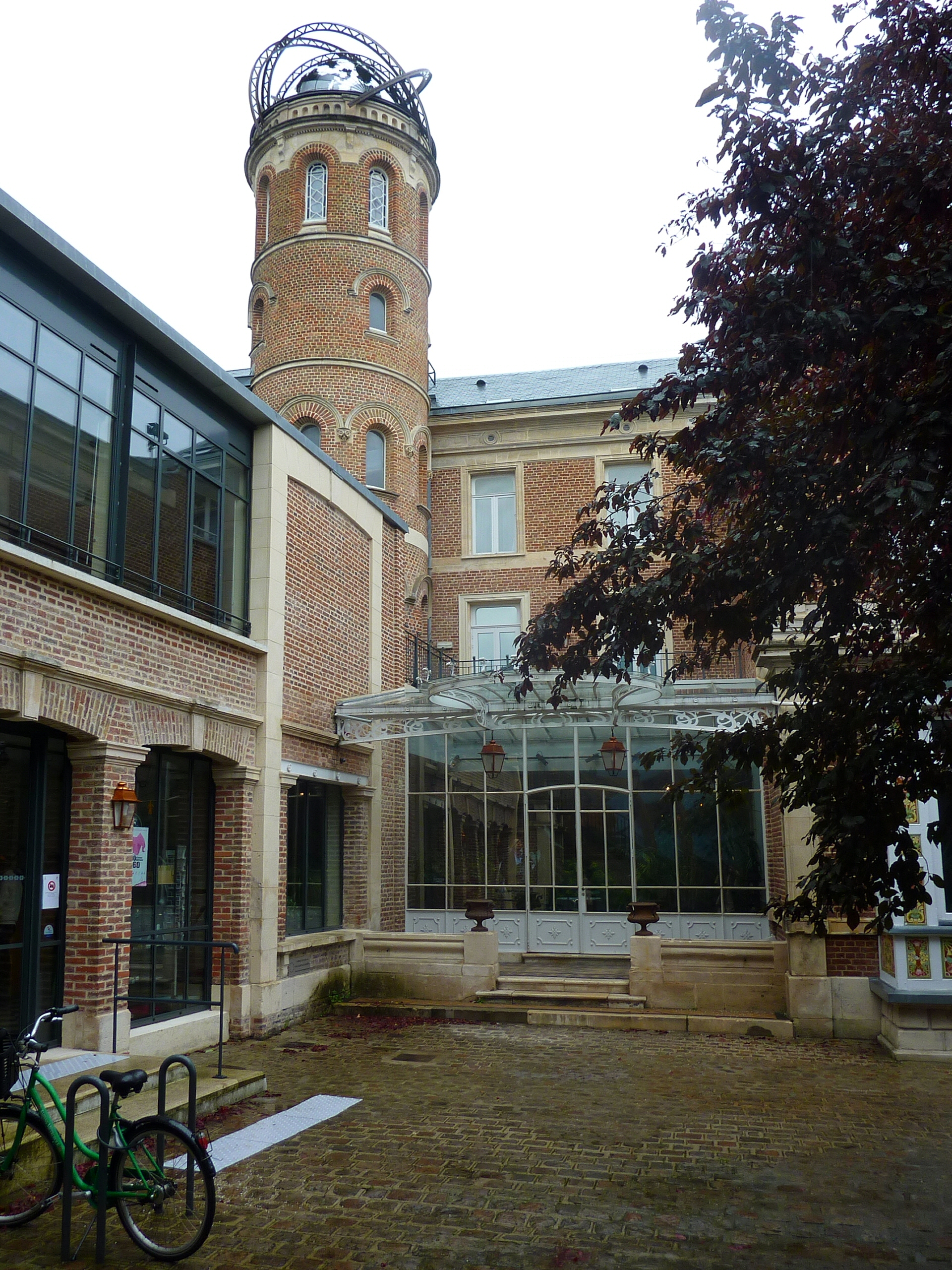
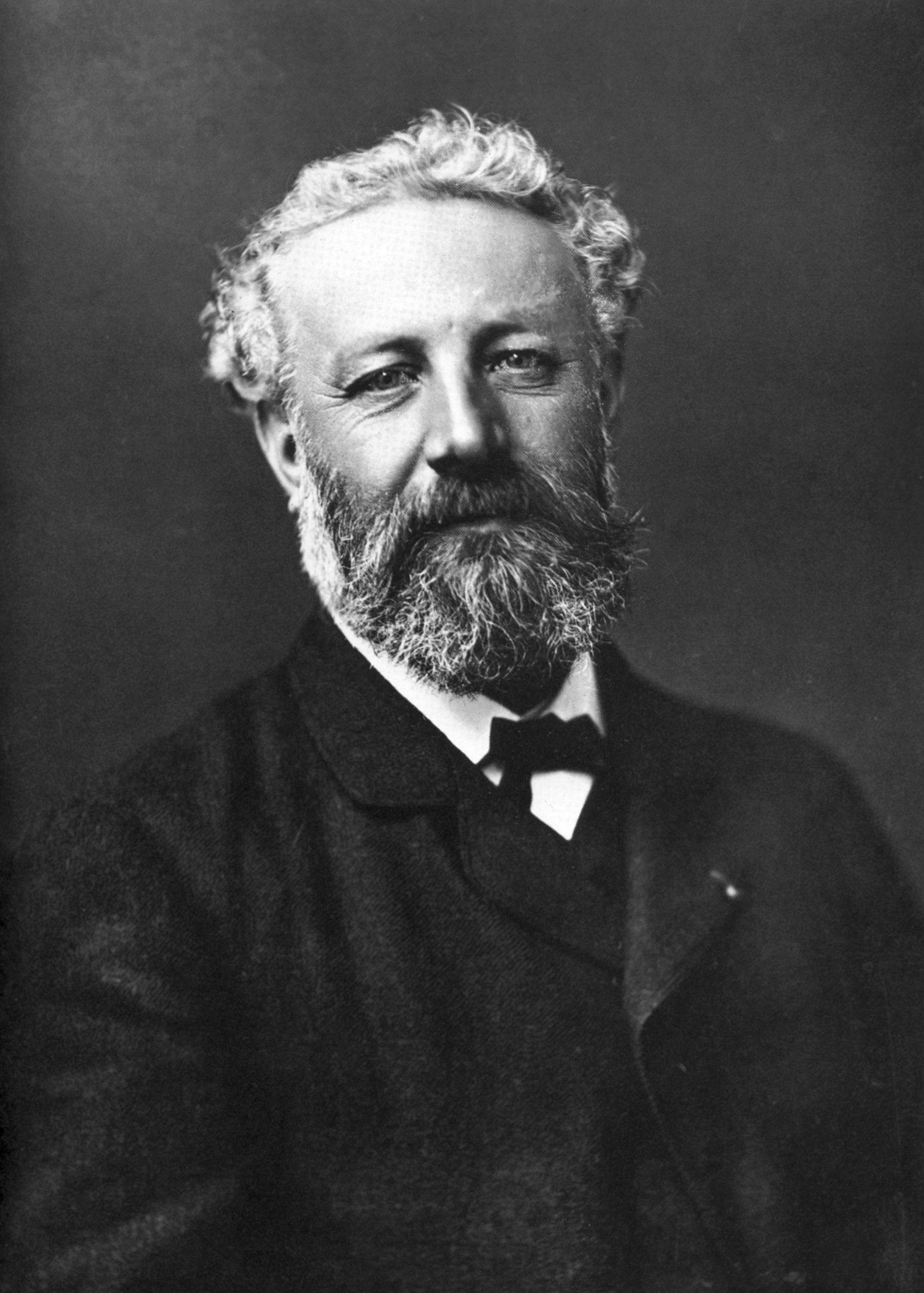
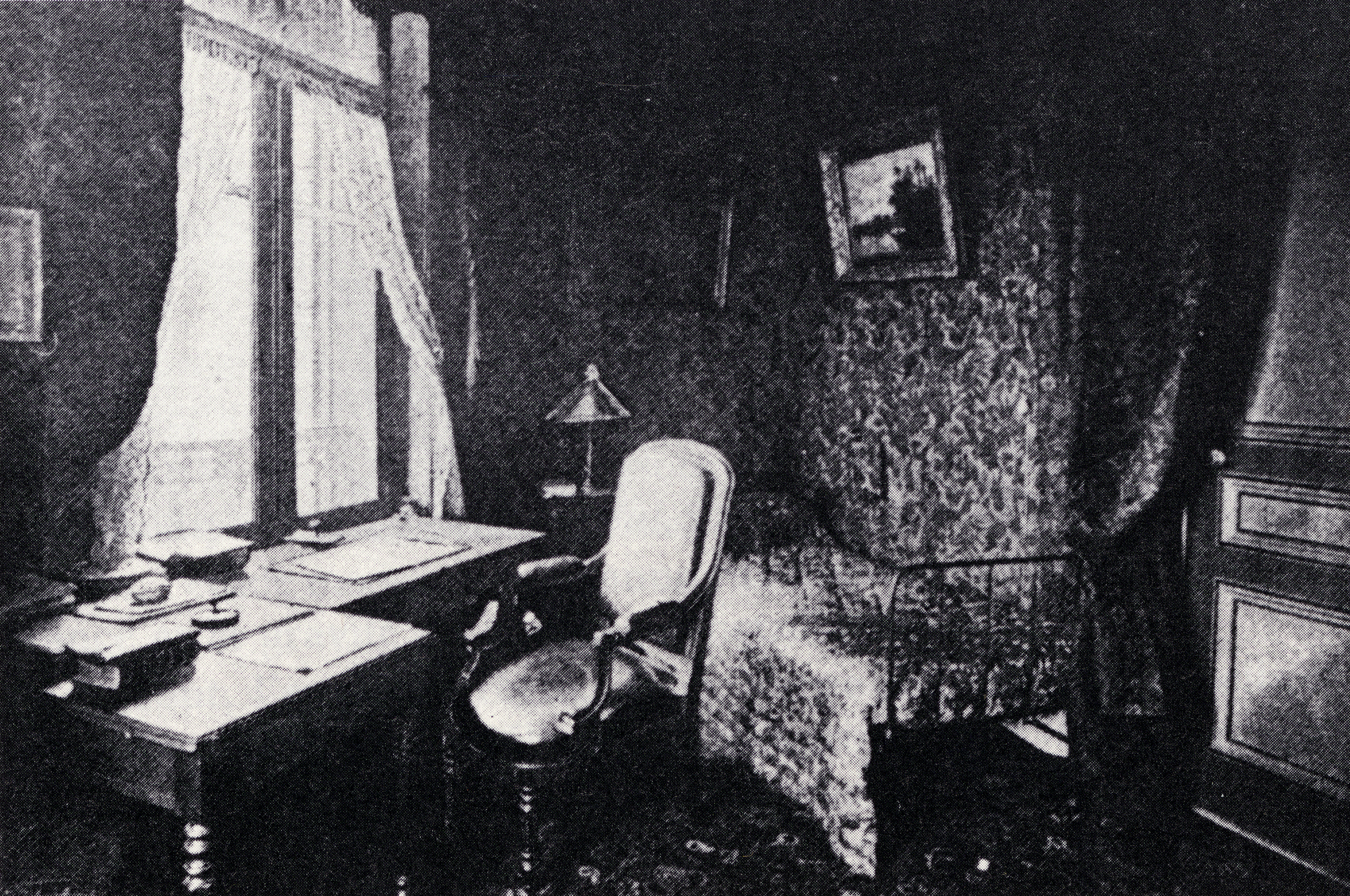